# 크리시 린
크리시 린(Krissy Lynn, 1984년 12월 14일 ~ )는 미국의 포르노 배우이다.